# Gisela Hochuli
Pour les articles homonymes, voir Hochuli.
Gisela Hochuli (née en 1969) est une artiste contemporaine suisse.

## Biographie
Gisela Hochuli étudie l'économie et la sociologie à l'université de Berne de 1990 à 1996, puis, de 2001 à 2005, les arts visuels à l'Université des Arts de Zurich, où Monica Klingler enseigne la performance et fait la connaissance d'Esther Ferrer et Boris Nieslony. Monika Günther & Ruedi Schill lui donnent l'occasion d'être présente au International Performance Festival Giswil en 2002. Elle crée son atelier au centre culturel Progr à Berne. Elle organise des événements de performance tels que Progr Performance Platform PPP à Berne, en parallèle de Bone de Norbert Klassen. En 2017, elle fait partie du projet d'exposition interinstitutionnel Performance Process - 60Jahre Performancekunst in der Schweiz au Musée Tinguely, au Centre culturel suisse à Paris et à la Kunsthalle Basel.

## Œuvre
Ses performances en solo montrent une structure fixe qui soutient son travail situationnel. Elle joue avec l'inclusion de son propre corps, de l'espace, du public ainsi que des matériaux et contextes spécifiques au site.
Une partie importante de son travail consiste en des improvisations avec d'autres interprètes, qui s'appellent sessions ouvertes ou sessions open source.
Elle produit également des documentations vidéo sur les créateurs de performance et sur l'art de la performance.
Elle est cofondatrice du réseau suisse de performance PANCH.